# Schönbrunner Berg (Fichtelgebirge)
Der Schönbrunner Berg ist eine 623 m ü. NN hohe bewaldete Bergkuppe aus Phyllit, nordöstlich des Dorfes Schönbrunn, eines Gemeindeteils der Stadt Wunsiedel im Fichtelgebirge. 
Vom Berg gibt es einen Ausblick ins Tal der Röslau mit den Bergen Kösseine, Hohe Matze, Schneeberg und zur Kreisstadt Wunsiedel. Das kleine Wäldchen auf dem Berg, Käpple genannt, ist ein geschütztes Naturdenkmal. Auf dem westlichen Nebengipfel befindet sich ein Wasserbehälter der Stadtwerke Wunsiedel, in dessen Gebäude auch die seismologische Messstation (MSBB) im Subnetz Marktredwitz des Erdbebendiensts Bayern eingerichtet ist.